# Ладлэм, Роберт
Роберт Ладлэм (англ. Robert Ludlum; 25 мая 1927, Нью-Йорк — 12 марта 2001, Нейплс, Флорида) — американский писатель, автор многих бестселлеров, актёр и продюсер. Произведения Ладлэма переведены на 32 языка и разошлись в количестве более 210 млн экземпляров.

## Биография
Роберт Ладлэм родился в мае 1927 года в Нью-Йорке. Его отец, Джордж Ладлэм умер, когда мальчику было всего 7 лет, а потому тот провёл большую часть своей жизни в Нью-Джерси, где жил с дальними родственниками. Именно там мальчик начал учиться в школе Rectory School, а после продолжил своё обучение, поступив в Wesleyan University, расположенный в Мидлтауне, штат Коннектикут, там он стал членом неформального студенческого братства «Alpha Delta Phi».
Роберт довольно рано стал задумываться над выбором будущей профессии — он одинаково хотел быть профессиональным футболистом, военным, актёром и писателем; однако, когда мальчику было 16 лет, ему предложили роль в комедийной постановке «Junior Miss», что полностью изменило его жизнь. В 1945 году он ушел в армию, где служил в Морской пехоте (Marine Corps) на Тихом океане.
Известно, что только за несколько первых месяцев, проведённых там, у Ладлэма накопилось несколько сотен страниц с его впечатлениями о службе на флоте.
После возвращения в Мидлтаун, Роберт окончил университет в 1951 году, получив степень бакалавра искусств. В том же году он женился на Мэри (Mary Ryducha), с которой у него было трое детей.

### 1950-е
В 1950-х годах Ладлэм очень часто появлялся в телепередачах и сериалах, самыми известными из которых были «The Kraft Television Theatre», «Studio One», «Robert Montgomery Presents». В 1954-м году он сыграл роль Спартака в картине «Гладиатор» («The Gladiator»), а в 1959 году исполнил роль солдата в телевизионной постановке пьесы Фрица Хохвельдера (нем. Fritz Hochwälder) «Сильные одиноки» («The Strong Are Lonely»). В 1957-м году Роберт получил работу продюсера в «North Jersey Playhouse», а спустя два года открыл театр Playhouse-on-the-Mall в городке Парамес, штат Нью-Джерси.

### 1970-е
Вплоть до 1971 года Ладлэм занимался лишь написанием пьес для своего театра, многие из которых, впрочем, попали и на Бродвей. В конце 1971 года была издана его первая книга «Наследие Скарлатти» («The Scarlatti Inheritance»), рассказывающая историю американского солдата во времена Второй мировой войны. Как впоследствии рассказывал сам автор, книгу удалось опубликовать лишь с десятой попытки, но, несмотря на опасения издателей, роман мгновенно стал бестселлером. Следующей работой писателя стала книга «Уикенд Остермана» («Osterman Weekend»), изданная в 1973 году, а в 1983 году появилась и одноимённая экранизация книги, режиссёром которой выступил Сэм Пекинпа (Sam Peckinpah).
Вместе со своей семьёй Роберт переехал в Нью-Йорк в 1970 году, кроме того, у него также был дом во Флориде. В то время Ладлэм много путешествовал, чтобы собрать достаточно материала для новых историй. Как не раз говорил сам Роберт, его любимым городом всегда был Париж.

### Идентификация Борна
В 1980 году вышла книга под таким названием, которая принесла автору мировую славу, а также стала началом целой серии книг — «Идентификация Борна» («The Bourne Identity»). По сюжету книги, главный герой — Борн, в прошлом агент ЦРУ, был найден без памяти в море; на протяжении всей книги он пытается вспомнить, кто же он такой; в 1988 году вышел одноименный фильм; вторая экранизация книги вышла на экраны в 2002 году.
В 1986 и в 1990 годах были изданы книги «Превосходство Борна» («The Bourne Supremacy») и «Ультиматум Борна» («The Bourne Ultimatum»), которые соответственно стали продолжением саги.
Некоторые из книг Ладлэма выходили под псевдонимами: Майкл Шеперд (Michael Shepherd) или Джонатан Райдер (Jonathan Ryder).

### Окончание деятельности
Его последней книгой стала «Уловка Прометея» («The Prometheus Deception»), опубликованная в 2000 году.
Роберт Ладлэм скончался в возрасте 73 лет, 12 марта 2001 года, от сердечного приступа. За свою писательскую карьеру он стал автором более 20 книг, переведённых на 32 языка, общий тираж которых составил более 200 миллионов экземпляров.
После смерти Ладлэма были обнаружены несколько его рукописей, одна из которых «Предупреждение Эмблера» («The Ambler Warning») была издана в 2005 году на языке оригинала; в 2006 году переведена на русский язык и выпущена в России, где стала настоящим бестселлером.

## Основные произведения
- «Наследство Скарлатти» («The Scarlatti Inheritance», 1971)
- «Уикэнд Остермана» («The Osterman Weekend», 1972)
- «Бумага Мэтлока» («The Matlock Paper», 1973)
- «Trevayne» (1973, написано под псевдонимом Jonathan Ryder)
- «Зов Халидона» («The Cry of the Halidon», 1974, написано под псевдонимом Jonathan Ryder)
- «Обмен Райнеманна» (The Rhinemann Exchange, 1974)
- «Дорога в Гандольфо» («The Road to Gandolfo», 1975, написано под псевдонимом Michael Shephard)
- «Близнецы-соперники» («The Gemini Contenders», 1976)
- «Рукопись Ченселора» («The Chancellor Manuscript», 1977)
- «Завещание Холкрофта» («The Holcroft Covenant», 1978)
- «Круг Матарезе» («The Matarese Circle», 1979)
- «Идентификация Борна», (1980)
- «Мозаика Парсифаля» («The Parsifal Mosaic», 1982)
- «Заговор „Аквитания“» («The Aquitaine Progression», 1984)
- «Превосходство Борна» (1986)
- «The Icarus Agenda», (1988)
- «Ультиматум Борна» (1990)
- «Дорога в Омаху» («The Road to Omaha», 1992)
- «Иллюзия скорпиона» («The Scorpio Illusion», 1993)
- «The Apocalypse Watch», (1995)
- «The Matarese Countdown», (1997)
- «Уловка „Прометея“» («The Prometheus Deception», 2000)
- «Протокол „Сигма“» («The Sigma Protocol», 2001)
- «Предупреждение Эмблера» («The Ambler Warning», 2005)

## Фильмография
Некоторые из романов Ладлэма были экранизированы, сняты фильмы и мини-сериалы, хотя сюжетные линии, могут значительно отличаться от исходного материала. Мини-сериалы, как правило более близки к тексту романа, по которому они сняты.
- 1977 — Сделка Райнемана — мини-сериал — Стивен Коллинз в роли Дэвида Сполдинга, Лорен Хаттон в роли Лесли Дженнер Хауквуд
- 1983 — Уикэнд Остермана — фильм — Рутгер Хауэр в роли Джона Таннера, режиссёр Сэм Пекинпа
- 1985 — Завещание Холкрофта — кино — Майкл Кейн в роли Ноэля Холкрофта
- 1988 — Тайна личности Борна — мини-сериал — Ричард Чемберлен в роли Джейсона Борна, Жаклин Смит в роли Мари Сен-Жак
- 1997 — Страж Апокалипсиса — сериал — Патрик Бергин в роли Дрю Лэтэма
- 2002 — Идентификация Борна — фильм — Мэтт Деймон в роли Джейсона Борна и Франка Потенте в роли Марии Елены Кройтц
- 2004 — Превосходство Борна — фильм — Мэтт Деймон в роли Джейсона Борна
- 2006 — Фактор Аида (из серии Прикрытие один/Covert One) — мини-сериал — Стивен Дорфф в роли Джона Смита, Мира Сорвино в роли Рэчел Рассел
- 2007 — Ультиматум Борна — фильм — Мэтт Деймон в роли Джейсона Борна
- 2012 — Эволюция Борна — фильм — в ролях: Джереми Реннер, Рейчел Вайс и Эдвард Нортон
- 2016 — Джейсон Борн — фильм — в ролях Мэтт Деймон, Алисия Викандер, Томми Ли Джонс